# 플랑드르파

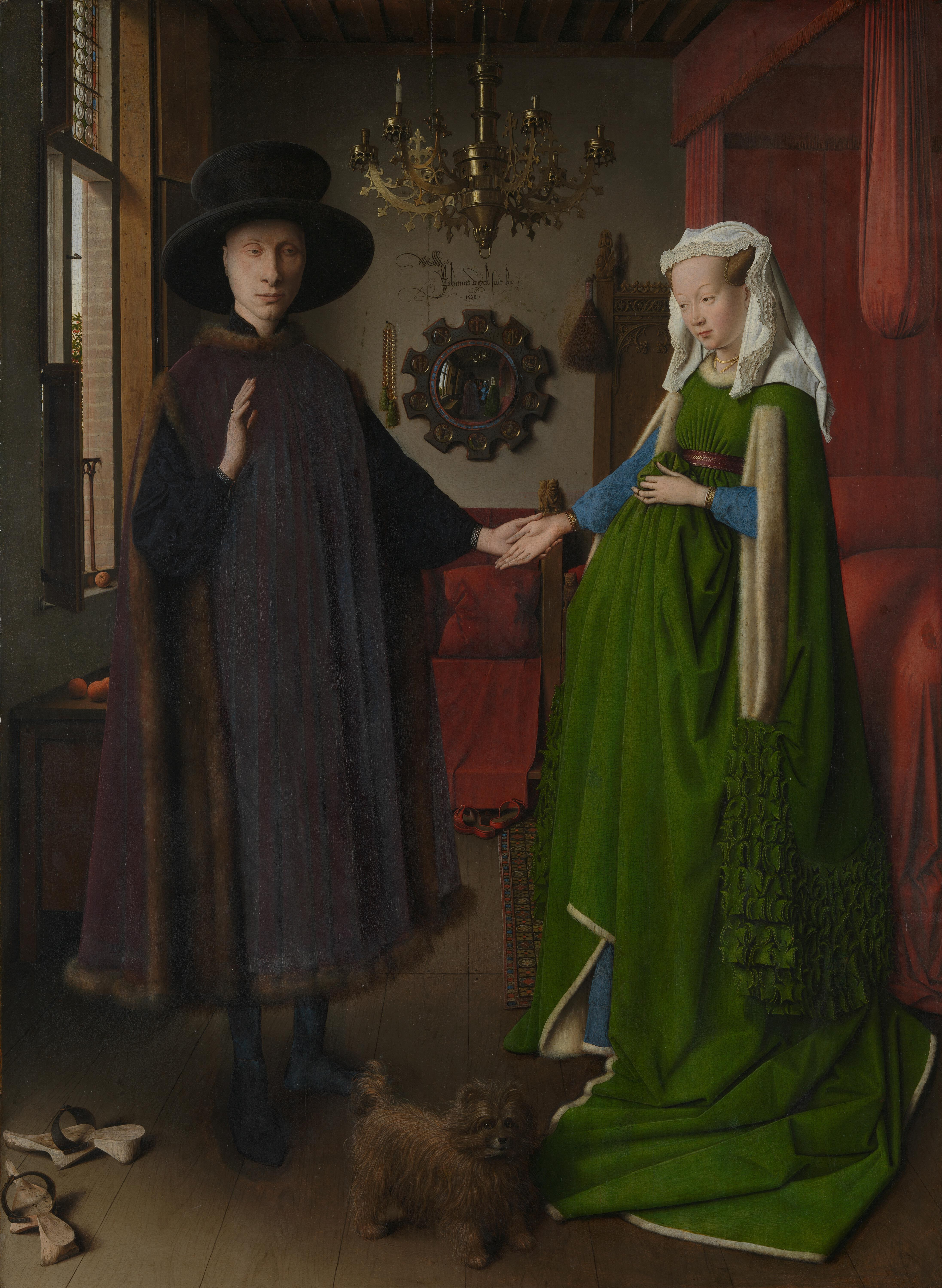
얀 판 에이크, 《아르놀피니 부부의 초상》, 1434, 내셔널 갤러리, 런던

플랑드르파는 15세기에서 16세기에 걸쳐 특히 플랑드르의 브뤼헤, 겐트 같은 도시에서 활동한 예술가들과 작품을 의미하는 미술 용어이다.

## 배경
14세기 초부터 유럽에서는 대기근과 흑사병의 대유행으로 인구가 격감하고 농촌은 황폐하였으며, 십자군의 원정에 의하여 촉발된 국제적 및 국내적인 상업활동의 발전은 봉건제도를 근저에서부터 동요시켰다. 이탈리아 여러 도시의 발전과 더불어 유럽에서 제일 먼저 도시가 발달한 저지 지방(네덜란드)에서는 먼저 플랑드르 지방에 이어서 브라반트 지방이 번영했다. 브뤼허·브뤼셀 등지는 모직물공업을 기초로 하여, 이미 13세기 이후 대륙 내부의 인근은 물론이며 스칸디나비아·러시아·에스파냐·베네치아와 제노바를 거쳐 동양과도 연결하는 내륙과 바다의 교통요지로서, 그 지세의 이점을 이용하여 각지의 물자를 집산 교역함으로써 번창하고 있었다. 시정(市政)을 장악하고 있었던 것은 처음에는 봉건적 가문인 귀족과 부유한 상류계급의 시민이었으나, 13세기 말부터 수공업자 등 하층 시민에 의한 민주화 투쟁이 활발하게 되어 도시 귀족이 봉건적 지배와 결탁하는 것을 단절시켜 도시의 자유를 확대해 나갔다.
14세기와 15세기에 강화되어 간 것은, 도시의 발전에 촉진된 상공업의 확대로 인하여 형성된 통일적 시장이라고 하는 중앙집권화의 경제적 기반과, 사회 변혁의 요구를 내포하여 때맞추어 불을 뿜는 하층 시민과 농민의 투쟁을 통하여 지배계급이 통감하게 되는 강대한 국가권력의 필요성에 입각한 것이다. 프랑스 동부를 점유한 부르고뉴 공국은 필립 용담공의 시대에 플랑드르의 마르그리트와 결혼, 그녀 부친의 사망 후 플랑드르도 영유하고, 프랑스와 독일 사이에 가로놓여진 지역을 통일적으로 지배하려고 시도하였다. 필립 선량공은 수도를 디종으로부터 번영을 자랑하고 있던 플랑드르의 브뤼허로 옮겼다. 그는 상업활동의 안전과 봉건 제후들의 간섭을 배제할 것을 약속하면서 플랑드르의 각 자유도시의 경제적 독점권을 약화시켜 통일적 지배에 성공하였다. 미증유의 번영을 맞이한 플랑드르의 부를 배경으로, 필립 선량공의 궁정을 중심으로 예술적 크리마가 형성되어, 플랑드르의 땅에서 플랑드르의 사람에 의한 예술이 전개되어 간 것이다.
15세기의 플랑드르는 번영과 안정 속에 황금시대를 맞이하여 얀 판 에이크에서 비롯되는 예술적 전통이 형성되었다. 자유도시의 충만한 활력과 현실적인 재간과 사치스러운 미감각이 만들어 낸 예술은 시간적인 본성을 지닌 시민들에게 합당하였고 회화적인 감성이 모든 조형활동을 지도하고 있었다.

## 전개
15세기의 화가들은 빛의 직접적인 체험에 입각한 재현적 효과를 제단화를 중심으로 하는 종교적 회화 속에 그리면서 차츰 현실에 눈을 떠, 지상적 공간과 인간 바로 그것에 대하여 시선을 쏟았다. 밝은 지상에서 그림 물감의 투명성을 존중하면서 정성스레 그리는 기법은 빛의 반영과 질감을 정확하게 그려 냈다. 이것은 아마유(亞麻油)와 수지(樹脂)를 도입한 유채화법에 의하여 처음으로 실현 가능한 마티에르(matière)이었으며, 판 에이크 형제가 발명하였다고 하는 전설이 나올 만큼 플랑드르파의 창설자와 깊이 맺어진 기법이다. 대체로 그들 이전에 벌써 이 기법이 존재하고 있었기 때문에 그들은 기술적인 완성에 노력하여 오히려 예술적으로 더욱 진척시킨 사람이라 생각할 수 있다.
16세기에는 안트베르펜이 플랑드르파의 중심지가 되었으나 차차로 이탈리아니즘이 침투했다. 캥탱 마시, 요스 판 클레브(Joos vam Cleve), 풍경화가 파티니르(J.Patinier)가 이 시기의 가장 빠른 대표적 화가였으며, 네덜란드파의 야코프 코넬리즈 반 오스트사넨(Jacob Cornelisz van Oostsanen), 뤼카스 판 레이던(Lucas van Leyden, 1494∼1533) 등과 더불어 과도기에 있어서 교량적 역할을 수행하였다. 처음 궁극적 환경에 파급된 인문주의적 예술은 메헬렌과 브뤼셀에서 판 오를레이(Van Orley 1488경∼1536), 마뷔스(Mabuse)라 통칭되는 고사르트(Gossart)와 네덜란드 사람인 모스타르트(Mostaert), 라파엘로의 제자인 코크시(Coxcie), 그리고 북에도 네덜란드의 낭만주의자 가운데 가장 뛰어난 스코렐(1495∼1562)에 의하여 추진되었다. 브뤼허 출신인 브론델(Blondeel)은 플랑드르 르네상스의 장식적 판타지를 회화화(繪畵化)했으며 퐁텐블로파의 영향하에 있었던 얀 마치스(Jan Matsys) 등의 마니에리스트 계열에 들어간다. 로마는 마니에리슴을 만들어내어 하를럼·리에주·안트베르펜(프랑스 플로리스) 등지에 화가를 배출하였다. 16세기 후기 30년 간에는 플로리스의 우수한 제자들과, 하를럼과 위트레흐트의 화가들이 절충주의의 방향을 취하여 네덜란드 화가들이 국제적으로 활약하였다.

## 같이 보기
- 네덜란드의 미술

## 참고 문헌
- 이 문서에는 다음커뮤니케이션(현 카카오)에서 GFDL 또는 CC-SA 라이선스로 배포한 글로벌 세계대백과사전의 내용을 기초로 작성된 글이 포함되어 있습니다.